# 小行星15902
小行星15902（15902 Dostál）是一颗绕太阳运转的小行星，为主小行星带小行星。该小行星于1997年9月发现。

## 轨道参数
小行星15902的轨道半长轴为338 310 347 km（2.2614328 UA），离心率为0.096。